# Ácido nitrilotriacético
O ácido Nitrilotriácetico (NTA), C6H9NO6, é um ácido carboxílico e é usado como um agente quelante que forma compostos de coordenação com íons metálicos (quelatos), tais como Ca2+, Cu2+ ou Fe3+.
Em 1999, cerca de 20.000 toneladas de NTA foram utilizados na Europa.
Os usos do NTA é semelhante à do EDTA. No entanto, ao contrário do EDTA, NTA é facilmente biodegradável e é quase totalmente removido durante o tratamento de águas residuais.
Nas aplicações da biotecnologia é usada para o isolamento e purificação de proteínas.